# Xavier De Coene
Pius Xavier De Coene (Woumen, 4 mei 1800 - Brugge, 17 maart 1864) was een Belgisch historicus en archivaris en adjunct-conservator van het Rijksarchief te Brugge.

## Biografie
Xavier De Coene werkte vanaf 1834 aan het klassement van het stadsarchief van Kortrijk. Op 1 maart 1837 verliet hij deze betrekking om eerste bediende bij het provinciaal archief te worden. Een jaar later solliciteerde hij voor de post van Brugs stadsarchivaris, waar hij niet werd aangenomen. Na de omvorming van het provinciaal archief tot Rijksarchief, werd hij met ingang van 1 januari 1853 adjunct-conservator.
Hij was bestuurslid van het Genootschap voor Geschiedenis te Brugge van 1843 tot ca. 1851.

## Publicaties (selectie)
- 'État des archives de la Flandre Occidentale sous l'empire français', in Annales de la Société d'émulation pour l'étude de l'histoire et des antiquités de la Flandre, 2e reeks, 1, 1843, 227-272.
- 'Curtracensia', in Annales de la Société d'émulation pour l'étude de l'histoire et des antiquités de la Flandre, 2e reeks, 1, 1843, 393-408.
- 'Moeurs de nos ayeux. Statuts de la prison (Het Steen)', in Annales de la Société d'émulation pour l'étude de l'histoire et des antiquités de la Flandre, 2e reeks, 3, 1845, 183-204.